# Oakland Acres (Iowa)
Oakland Acres  è una città degli Stati Uniti di 156 abitanti, situata nella contea di Jasper, in Iowa.